# Cassero Senese (Paganico)
Pour les articles homonymes, voir Cassero Senese.
Le Cassero Senese de Paganico est la principale structure fortifiée de Paganico, une frazione de la commune de Civitella Paganico (province de Grosseto), en Toscane,.

## Histoire
Un premier complexe fortifié a été construit par les Siennois vers le milieu du XIIIe siècle pour contrôler la voie de communication le long de u fleuve Ombrone qui mène  de Sienne à Grosseto.
À la suite de la dévastation subie en 1328 par les troupes de Castruccio Castracani, les murs de la ville ont été entièrement reconstruits, avec quatre puissantes fortifications, une de chaque côté ; l'imposant complexe Cassero Senese (donjon siennois) a été construit au nord-est.
Les structures fortifiées, ainsi que le centre historique de Paganico , ont fait partie de la république de Sienne jusqu'au milieu du XVIe siècle, période au cours de laquelle, après la chute définitive de l'État siennois, elles sont devenues une partie du grand-duché de Toscane et, depuis, les fortunes se sont succédé.
Au cours des siècles suivants, le lieu perdit l'importance stratégique qu'il avait prise aux époques précédentes et connut un lent déclin. Les conséquences de la dégradation ont été la perte de nombreuses parties des remparts d'origine de la ville et la démolition de presque toutes les fortifications. Alors que le Cassero Senese a été bien conservé, les autres structures ont presque complètement perdu leur splendeur d'origine ; seule la Porta Grossetana, située de l'autre côté du donjon, a été conservée en assez bon état.

## Description
Le Cassero Senese di Paganico ressemble à une puissante fortification composée de deux bâtiments distincts adossés l'un à l'autre. Ils se caractérisent par une série de fenêtres qui s'ouvrent, dans la partie supérieure, à la fois vers l'extérieur et vers le centre de la ville.
Le corps principal du bâtiment a, au niveau de la rue, une double porte constituée d'un double arc sur les côtés extérieur et intérieur, où l'arc en ogive rempli repose sur celui abaissé en dessous. Alors qu'à l'extérieur les traits stylistiques sont plutôt simples avec une fenêtre carrée qui s'ouvre entre les deux arcs, à l'intérieur la porte est décorée en travertin et marbre blanc et porte les armoiries noires et blanches de Sienne au-dessus de l'arc inférieur abaissé, au-dessus de laquelle se trouve une fenêtre quadrangulaire divisée en deux sections.
La tour, plus haute et plus étroite que le bâtiment adjacent, présente également quelques meurtrières qui laissent imaginer le rôle de défense et d'attaque, en plus des fonctions de visée.

## Galerie

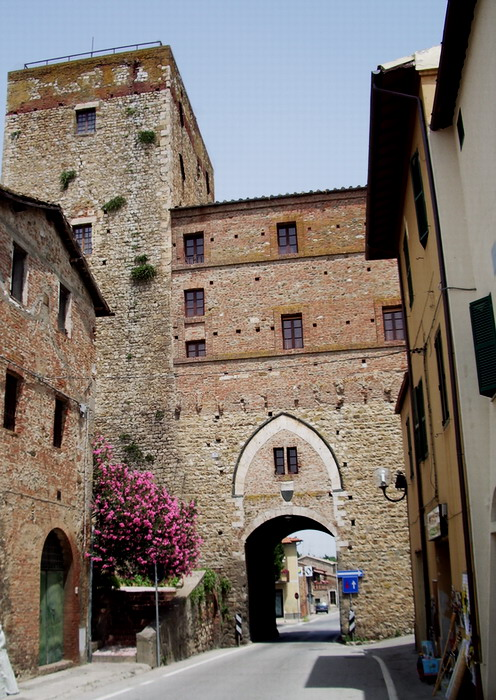
Le Cassero Senese vu de l'intérieur.
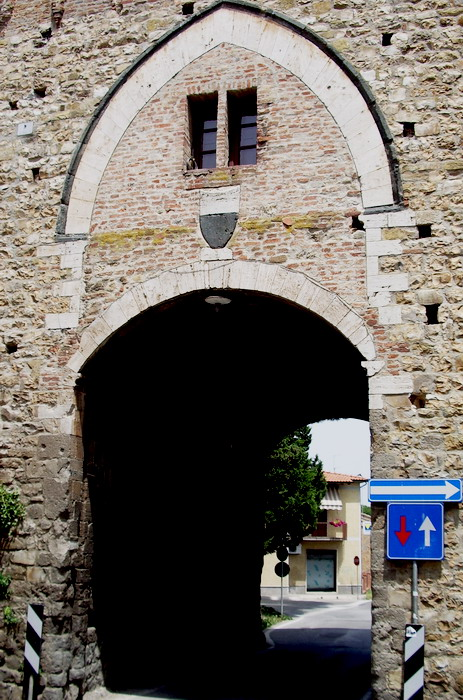
Porte intérieure.
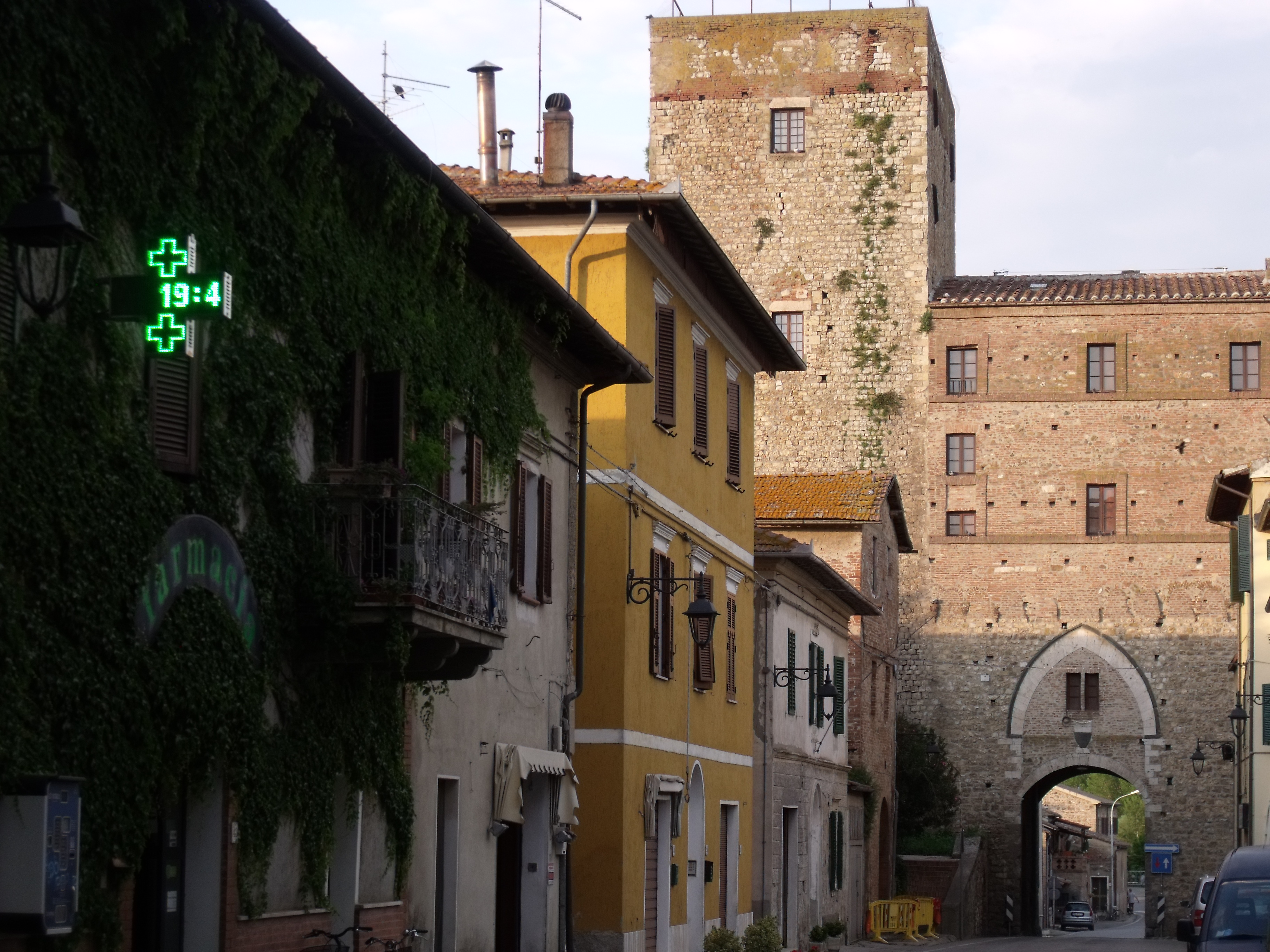
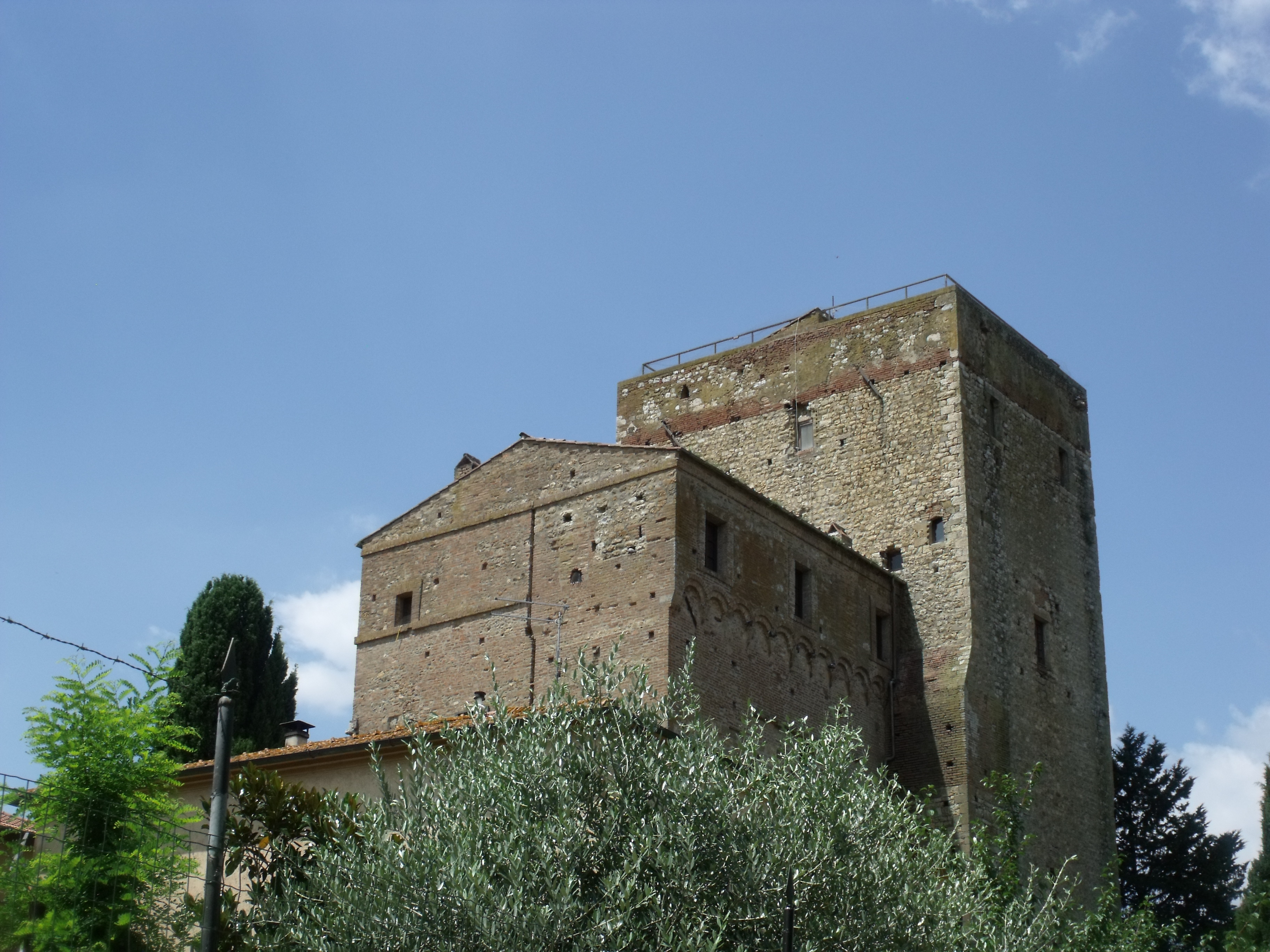
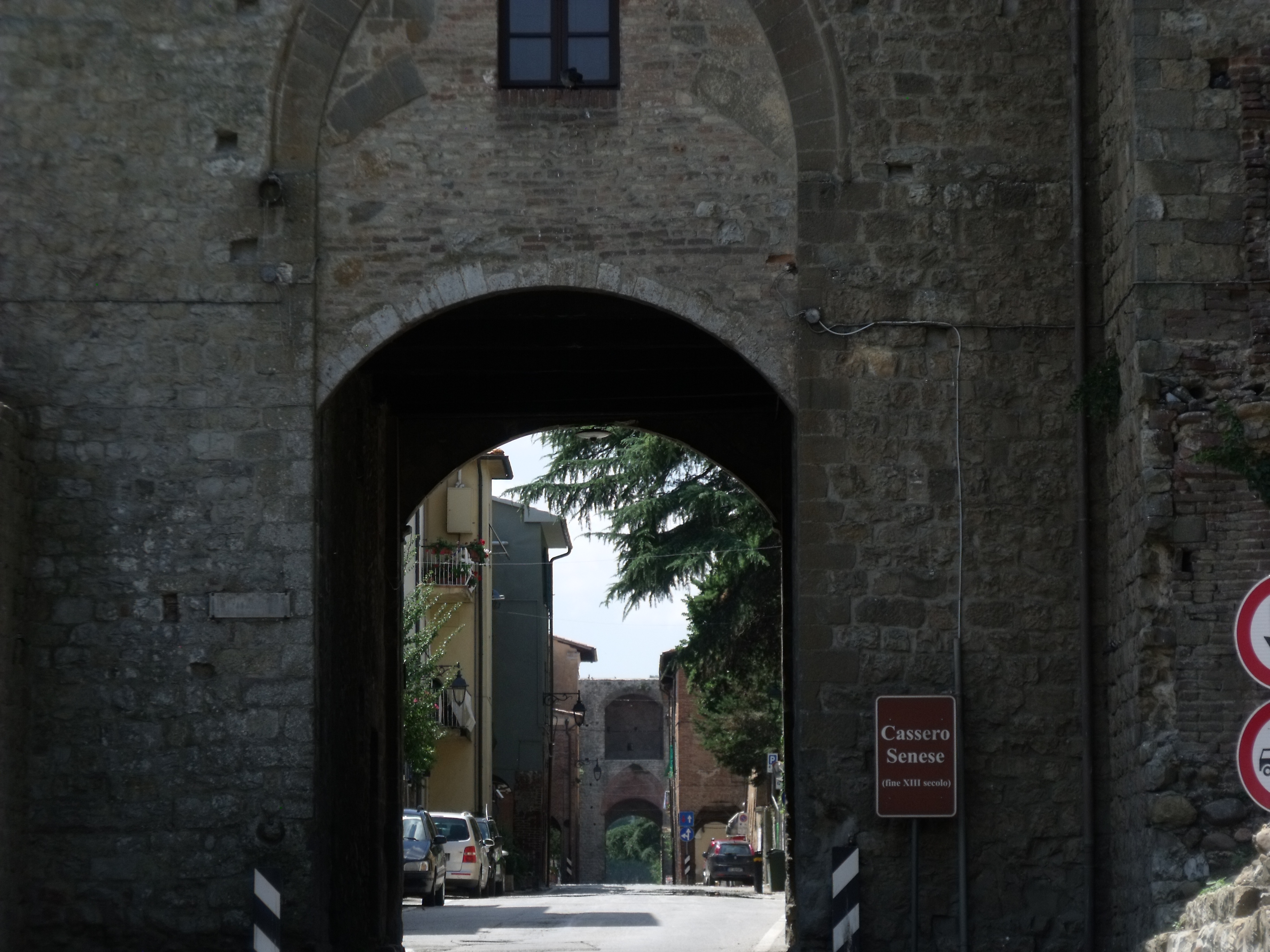
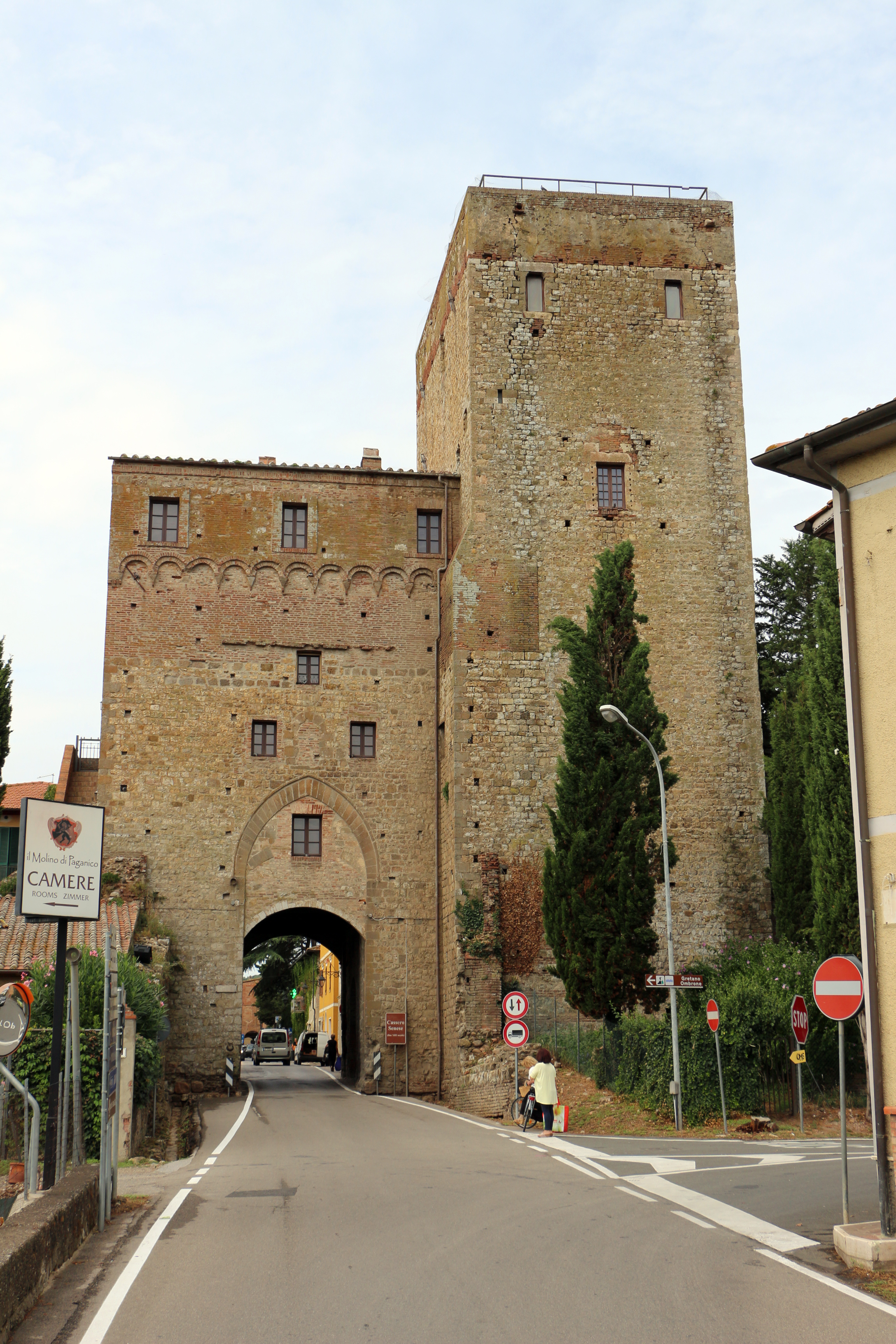
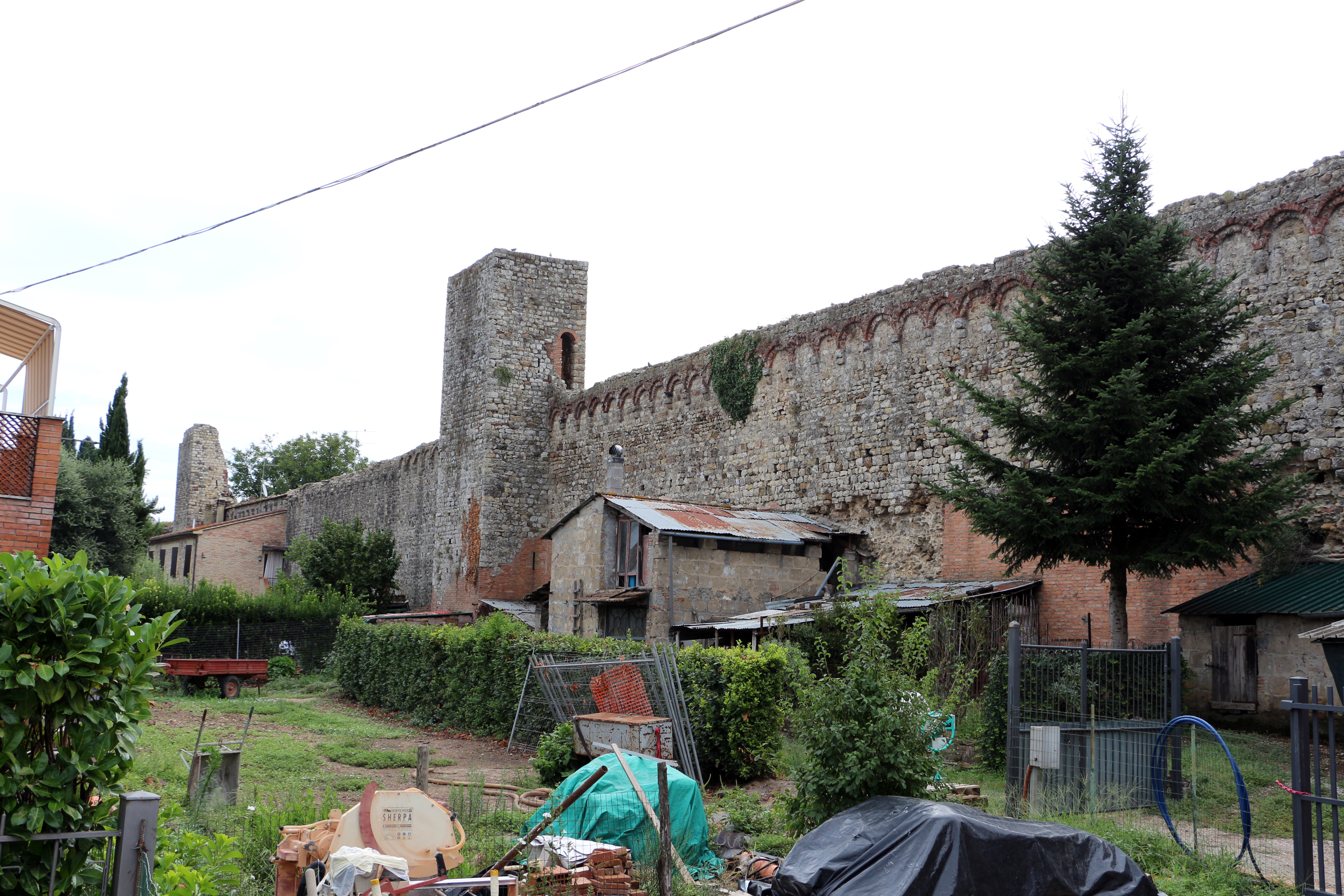
Murailles de Paganico